# Paso del Rosario
Paso del Rosario är en ort i Mexiko.   Den ligger i kommunen Omealca och delstaten Veracruz, i den sydöstra delen av landet, 270 km öster om huvudstaden Mexico City. Paso del Rosario ligger 342 meter över havet och antalet invånare är 603.
Terrängen runt Paso del Rosario är platt åt nordost, men åt sydväst är den kuperad. Terrängen runt Paso del Rosario sluttar österut. Runt Paso del Rosario är det ganska tätbefolkat, med 100 invånare per kvadratkilometer. Närmaste större samhälle är Cuitláhuac, 8,9 km norr om Paso del Rosario. Trakten runt Paso del Rosario består till största delen av jordbruksmark.